# Диференцијална дијагноза
Диференцијална дијагноза је у медицини, психијатрији, клиничкој психологији и социјалном раду, утврђивање прецизне дијагнозе за одређен синдром, односно, његово разликовање од сродних, али по нечему и различитих слика поремећаја. Квалитет диферанцијалне дијагнозе одређује и облик терапије.